# Olivier Mbaizo
Olivier Mbaissidara Mbaizo (Douala, 15 de agosto de 1997) é um futebolista camaronês que atua como lateral-direito. Atualmente, defende o Philadelphia Union e a Seleção Camaronesa.

## Carreira
Revelado pelo Union Douala em 2016, Mbaizo jogou ainda 10 partidas pelo Rainbow Bamenda em 2017.
Em janeiro de 2018 assinou com o Bethlehem Steel FC (atual Philadelphia Union II), indo em seguida para o Philadelphia Union (com quem possui uma afiliação). Em abril, foi emprestado ao Steel, disputando 26 partidas (24 pela USL Championship e mais 2 pelos playoffs da USL Cup). A estreia de Mbaizo pelo Union foi em setembro, na vitória por 2 a 0 sobre o Sporting Kansas City. Cedido novamente ao Bethlehem Steel para a temporada seguinte, Mbaizo disputou 9 jogos e marcou um gol pelo time antes de ser reintegrado ao elenco principal do Philadelphia Union, tendo conquistado a Supporters' Shield em 2020 e a Conferência Leste da Major League Soccer de 2022.

## Carreira internacional
Com passagem pelas seleções de base de Camarões, estreou pelo time principal dos Leões Indomáveis em setembro de 2016, na vitória por 2 a 1 sobre o Gabão, em amistoso disputado na cidade de Limbé. Convocado para a Copa Africana de Nações de 2021, disputou 3 partidas na campanha que terminou com a seleção em terceiro lugar.
Ele também seria convocado para a Copa do Mundo de 2022, mas não foi utilizado em nenhuma partida na competição.

## Estatísticas
| Clube              | Temporada         | Liga                | Liga     | Liga | Copa Nacional | Copa Nacional | Continental | Continental | Outras competições | Outras competições | Total    | Total |
| Clube              | Temporada         | Divisão             | Partidas | Gols | Partidas      | Gols          | Partidas    | Gols        | Partidas           | Gols               | Partidas | Gols  |
| ------------------ | ----------------- | ------------------- | -------- | ---- | ------------- | ------------- | ----------- | ----------- | ------------------ | ------------------ | -------- | ----- |
| Bethlehem Steel FC | 2018              | USL Championship    | 24       | 0    | —             | —             | —           | —           | 2                  | 0                  | 26       | 0     |
| Bethlehem Steel FC | 2019              | USL Championship    | 9        | 1    | —             | —             | —           | —           | —                  | —                  | 9        | 1     |
| Bethlehem Steel FC | Total             | Total               | 33       | 1    | —             | —             | —           | —           | 2                  | 0                  | 35       | 1     |
| Philadelphia Union | 2018              | Major League Soccer | 1        | 0    | —             | —             | —           | —           | —                  | —                  | 1        | 0     |
| Philadelphia Union | 2019              | Major League Soccer | 3        | 0    | 1             | 0             | —           | —           | —                  | —                  | 4        | 0     |
| Philadelphia Union | 2020              | Major League Soccer | 14       | 0    | —             | —             | —           | —           | —                  | —                  | 14       | 0     |
| Philadelphia Union | 2021              | Major League Soccer | 30       | 0    | —             | —             | 6           | 0           | 1                  | 0                  | 37       | 0     |
| Philadelphia Union | 2022              | Major League Soccer | 19       | 0    | 1             | 0             | —           | —           | 3                  | 0                  | 23       | 0     |
| Philadelphia Union | 2023              | Major League Soccer | 24       | 0    | 0             | 0             | 4           | 0           | 6                  | 0                  | 34       | 0     |
| Philadelphia Union | 2024              | Major League Soccer | 21       | 0    | —             | —             | 3           | 0           | 6                  | 0                  | 30       | 0     |
| Philadelphia Union | Total             | Total               | 112      | 0    | 2             | 0             | 13          | 0           | 16                 | 0                  | 143      | 0     |
| Total na carreira  | Total na carreira | Total na carreira   | 145      | 1    | 2             | 0             | 13          | 0           | 18                 | 0                  | 174      | 1     |

1. ↑  Jogos pelos playoffs da USL Cup.
2. 1 2 3  Jogos pela Copa dos Campeões da CONCACAF.
3. 1 2  Jogos pelos playoffs das Eliminatórias da MLS Cup.
4. ↑  4 jogos pela Leagues Cup e 2 pelos playoffs das Eliminatórias da MLS Cup.
5. ↑  Jogos pela Leagues Cup.

## Títulos
Philadelphia Union
- Supporters' Shield: 2020[8]
- Major League Soccer (Conferência Leste): 2022[9]